# Frédi és Béni, avagy a kőkorszaki buli
A Frédi és Béni, avagy a kőkorszaki buli (eredeti cím: The Flintstone Kids) amerikai televíziós rajzfilmsorozat, amely a Frédi és Béni, avagy a két kőkorszaki szaki spin-offja. Az Egyesült Államokban 1986-ban került bemutatásra. Magyarországon a Boomerang sugározta angolul, majd 2012. december 2-ától az RTL Klub vetítette a Kölyökklubban, immár magyar szinkronnal.

## Cselekmény
A történet a gyerek Frédi, Béni, Vilma, Irma és Dinó kalandjairól szól, akik az Alapkövi Általános Iskolába járnak és naponta kerülnek kalandokba. A legtöbb epizódban meggyűlik a bajuk a magát az iskola menőjének tartó Kőhant Arzénnal, a kutyájával, Tufafoggal, és a bandájával.
A sorozatban még 3 történet epizódjai a láthatóak: a Flintstone Funnies, amiben Frédiék fantáziált kalandjaik láthatóak; a Dinó dolgok mely Frédi kutyájának, Dinónak a kalandjait mutatja be; és a Barlangi Kapitány és fia, ami a Caveman kapitány és a tini angyalok főszereplőjének és fiának, Kutacsnak kalandjait mutatja be.

## Magyar hangok
- Joó Gábor – Frédi
- Szvetlov Balázs – Béni
- Zsigmond Tamara – Vilma
- Lamboni Anna – Irma
- Szokol Péter – Dinó
- Nemes Takách Kata – Cseperke
- Szabó Zselyke – Zsanett
- Uri István – Frédi apja
- Vida Péter – Frédi anyja
- Koroknay Géza (dialóg felvétel) – Barlangi Kapitány
- Kisfalusi Lehel – Barlangi Kutacs
- Barbinek Péter – Béni apja

## Évados áttekintés
| Évad | Évad | Epizódok | Eredeti sugárzás     | Eredeti sugárzás   | Magyar sugárzás   | Magyar sugárzás |
| Évad | Évad | Epizódok | Évadpremier          | Évadfinálé         | Évadpremier       | Évadfinálé      |
| ---- | ---- | -------- | -------------------- | ------------------ | ----------------- | --------------- |
|      | 1    | 26 (54)  | 1986. szeptember 13. | 1986. december 6.  | 2012. december 2. | 2013.           |
|      | 2    | 10 (22)  | 1987. szeptember 12. | 1987. november 14. | 2013.             | 2013.           |

## 1. évad
| #  | Eredeti cím                                            | Magyar cím                      | Eredeti premier      | Magyar premier    |
| -- | ------------------------------------------------------ | ------------------------------- | -------------------- | ----------------- |
| 1  | The Great Freddini                                     | A csodálatos Frédibébi          | 1986. szeptember 13. | 2012. december 2. |
| 2  | Frankenstone                                           | Kőkorszak                       | 1986. szeptember 13. |                   |
| 2  | Yard Wars                                              | Nincs magyar címe               | 1986. szeptember 13. |                   |
| 2  | Freezy Does It                                         | Heves jeges                     | 1986. szeptember 13. |                   |
| 3  | Heroes for Hire                                        | Hős kőkor                       | 1986. szeptember 20. |                   |
| 4  | Indiana Flintstone                                     | Indiana Frédi                   | 1986. szeptember 20. |                   |
| 4  | Dreamchip's Cur Wash                                   | Nincs magyar címe               | 1986. szeptember 20. |                   |
| 4  | Invasion of the Mommy Snatchers                        | Anyaszomorítók támadása         | 1986. szeptember 20. |                   |
| 5  | The Bad News Brontos                                   | Elcsépelt csapat                | 1986. szeptember 27. |                   |
| 6  | Rubble Without a Cause                                 | Béni kapitány kalandjai         | 1986. szeptember 27. |                   |
| 6  | Dressed Up Dino                                        | Nincs magyar címe               | 1986. szeptember 27. |                   |
| 6  | The Ditto Master                                       | Mismás-mester                   | 1986. szeptember 27. |                   |
| 7  | Dusty Disappears                                       | Dusty nyomában                  | 1986. október 4.     |                   |
| 8  | Sugar and Spies                                        | Kém-kőügynökök                  | 1986. október 4.     |                   |
| 8  | The Vet                                                | Horgász a pácban                | 1986. október 4.     |                   |
| 8  | I Was a Teenage Grown-Up                               | Műttön növök                    | 1986. október 4.     |                   |
| 9  | Poor Little Rich Girl                                  | Szegény kis gazdag lány         | 1986. október 11.    |                   |
| 10 | Freddy in the Big House                                | A börtöntörmelék                | 1986. október 11.    |                   |
| 10 | The Butcher Shoppe                                     | Hentesbolt                      | 1986. október 11.    |                   |
| 10 | Grime & Punishment                                     | Bűz és bűnhődés                 | 1986. október 11.    |                   |
| 11 | The Rock Concert That Rocked Freddy                    | Rock koncert                    | 1986. október 18.    |                   |
| 12 | Bedrock P.I.s                                          | Nyomkő-vetők                    | 1986. október 18.    |                   |
| 12 | Fred's Mechanical Dog                                  | Frédi gépkutyája                | 1986. október 18.    |                   |
| 12 | A Tale of Too Silly                                    | Bolond lyukból                  | 1986. október 18.    |                   |
| 13 | Curse of the Gemstone Diamond                          | Az elátkozott ékkő              | 1986. október 25.    |                   |
| 14 | Princess Wilma                                         | Vilma hercegnő                  | 1986. október 25.    |                   |
| 14 | The Dino Diet                                          | Súlyos eset                     | 1986. október 25.    |                   |
| 14 | To Baby or Not to Baby                                 | Babapapa                        | 1986. október 25.    |                   |
| 15 | I Think That I Shall Never See Barney Rubble As a Tree | Mesék Béniről                   | 1986. november 1.    |                   |
| 15 | Dino Come Home                                         | Dínó, gyere haza                | 1986. november 1.    |                   |
| 16 | Monster from the Tar Pits                              | A kőhegyi szörnyeteg            | 1986. november 1.    |                   |
| 16 | What Price Fleadom                                     | Száz bolha egyszer jó           | 1986. november 1.    |                   |
| 16 | Hero Today, Gone Tomorrow                              | Hőstett helyébe hőst várj       | 1986. november 1.    |                   |
| 17 | The Fugitives                                          | Szökevények                     | 1986. november 8.    |                   |
| 18 | The Twilight Stone                                     | Álmodozók                       | 1986. november 8.    |                   |
| 18 | The Terror Within                                      | A házőrző                       | 1986. november 8.    |                   |
| 18 | Day of the Villains                                    | Csibészek napja                 | 1986. november 8.    |                   |
| 19 | Freddy's Rocky Road to Karate                          | Karate kölyök                   | 1986. november 15.   |                   |
| 20 | Betty's Big Break                                      | Irma színre lép                 | 1986. november 15.   |                   |
| 20 | Revenge of the Bullied                                 | Nincs magyar címe               | 1986. november 15.   |                   |
| 20 | Curse of the Reverse                                   | Városalakítók                   | 1986. november 15.   |                   |
| 21 | Barney's Moving Experience                             | Nem költözünk!                  | 1986. november 22.   |                   |
| 22 | Dino Goes Hollyrock                                    | Dínó, a filmsztár               | 1986. november 22.   |                   |
| 22 | The Chocolate Chip Catastrophe                         | Vajban az igazság               | 1986. november 22.   |                   |
| 22 | Capt. Caveman's First Adventure                        | Barlangi Kapitány első kalandja | 1986. november 22.   |                   |
| 23 | The Little Visitor                                     | A kis látogató                  | 1986. november 29.   |                   |
| 23 | Grandpa for Loan                                       | Ópapa kiadó                     | 1986. november 29.   |                   |
| 24 | Philo's Invention                                      | Philo találmánya                | 1986. november 29.   |                   |
| 24 | Watchdog Blues                                         | Az őrkutya                      | 1986. november 29.   |                   |
| 24 | Leave It to Mother                                     | Anya csak egy van               | 1986. november 29.   |                   |
| 25 | Freddy's First Crush                                   | Frédi első szerelme             | 1986. december 6.    |                   |
| 26 | Bedrock'n Roll                                         | A megmentők                     | 1986. december 6.    |                   |
| 26 | Captain Cavepuppy                                      | Dínó kapitány                   | 1986. december 6.    |                   |
| 26 | Greed It and Weep                                      | Sírjon aki kapzsi               | 1986. december 6.    |                   |

## 2. évad
| #  | Eredeti cím                             | Magyar cím                 | Eredeti premier      | Magyar premier          |
| -- | --------------------------------------- | -------------------------- | -------------------- | ----------------------- |
| 1  | The Flintstone Fake Ache                | Frédi, a nagy beteg        | 1987. szeptember 12. |                         |
| 1  | Killer Kitty                            | Macskajaj                  | 1987. szeptember 12. |                         |
| 1  | Captain Knaveman                        | Galádi kapitány            | 1987. szeptember 12. |                         |
| 2  | Better Buddy Blues                      | Csere-barátok              | 1987. szeptember 19. |                         |
| 2  | Who's Faultin' Who?                     | Ki az eb a háznál?         | 1987. szeptember 19. |                         |
| 2  | Attack of the Fifty Foot Teenage Lizard | A gigászi szörny támadása  | 1987. szeptember 19. |                         |
| 3  | Anything You Can Do, I Can Do Betty     | Fagylalt csata             | 1987. szeptember 26. |                         |
| 3  | Bone Voyage                             | Nem jelent meg magyarul    | 1987. szeptember 26. | Nem jelent meg magyarul |
| 3  | The Cream-Pier Strikes Back             | Nem jelent meg magyarul    | 1987. szeptember 26. | Nem jelent meg magyarul |
| 4  | Haircutastrophe                         | Hajcihő                    | 1987. október 3.     |                         |
| 4  | World War Flea                          | Nem jelent meg magyarul    | 1987. október 3.     | Nem jelent meg magyarul |
| 4  | Captain Caveman's Super Cold            | Nem jelent meg magyarul    | 1987. október 3.     | Nem jelent meg magyarul |
| 5  | Camper Scamper                          | Cselrekész cserkészek      | 1987. október 10.    |                         |
| 6  | A Tiny Egg                              | Picuri                     | 1987. október 17.    |                         |
| 7  | Freddy the 13th                         | Jelmezben                  | 1987. október 24.    |                         |
| 7  | A Midnight Pet Peeve                    | Szerepcsere                | 1987. október 24.    |                         |
| 7  | The Big Bedrock Bully Bash              | Többet ésszel, mint erővel | 1987. október 24.    |                         |
| 8  | Philo's D-feat                          | Robot fidó                 | 1987. október 31.    |                         |
| 8  | The Birthday Shuffle                    | A meglepetés               | 1987. október 31.    |                         |
| 8  | Captain Cavedog                         | Barlangi kutya             | 1987. október 31.    |                         |
| 9  | Little Rubble, Big Trouble              | Nem jelent meg magyarul    | 1987. november 7.    | Nem jelent meg magyarul |
| 10 | Rocky's Rocky Road                      | Arzén, a jó fiú            | 1987. november 14.   |                         |

## Speciális epizód
| Eredeti cím                                | Magyar cím   | Eredeti premier      | Magyar premier           |
| ------------------------------------------ | ------------ | -------------------- | ------------------------ |
| The Flintstone Kids' "Just Say No" Special | Mondj nemet! | 1988. szeptember 15. | 2017. december 26. (TV2) |